# Teddy Bill
Teddy Bill est une série de bande dessinée créée par Étienne Le Rallic, un western paru dans le Journal de Tintin à partir de 1947 dans l'édition belge, à partir de 1949 dans l'édition française. Cette série est parue en cinq albums aux éditions Michel Deligne.

## Trame
Teddy Bill est sergent, garde-frontière aux États-Unis. Il est confronté à différents hors-la-loi, dont certains veulent le tuer. Il accompagne en partie la construction du premier chemin de fer transcontinental américain.

## Historique de la série
Étienne Le Rallic est l'auteur de la série Teddy Bill. Elle paraît d'abord dans le Journal de Tintin en édition belge, avec deux histoires à suivre, en 1947-1948, bien qu'Hergé soit réticent. 
Les deux derniers épisodes, La Flèche du soleil et Alerte dans la prairie, paraissent dans les deux éditions : dans l'édition belge en 1949-1950 et en 1950-1951, et dans l'édition française en 1949 et en 1951,.
La série est publiée en albums aux éditions Michel Deligne en 1977, en cinq tomes comptant de 31 à 39 planches.

## Albums
1. Jojo cow-boy et L'homme aux mains d'acier, Éditions Michel Deligne, 31 planches, 1977 ;
2. Défenseur des frontières, tome 1, Éditions Michel Deligne, 36 planches, 1977 ;
3. Défenseur des frontières, tome 2, Éditions Michel Deligne, 38 planches, 1977 ;
4. Alerte dans la prairie, Éditions Michel Deligne, 39 planches, 1977 ;
5. La Flèche du soleil, Éditions Michel Deligne, 36 planches, 1977.